# Muravera
Muravera település Olaszországban, Szardínia régióban, Cagliari megyében. Lakosainak száma 5167 fő (2023. január 1.). Muravera Castiadas, San Vito és Villaputzu községekkel határos.

## Népesség
A település lakossága az elmúlt években az alábbi módon változott:
| Lakosok száma | 5266 | 5273 | 5167 |
|               | 2017 | 2018 | 2023 |